# Gu Cheng
Gu Cheng (顾城，ur. 24 września 1956 w Pekinie, zm. 8 października 1993 w Auckland, Nowa Zelandia) – poeta, eseista, nowelista. Jeden z najważniejszych twórców chińskiej poezji współczesnej, współtwórca grupy poetyckiej Mgliści Poeci.
Jego ojcem był poeta wojskowy i prominentny działacz partyjny Gu Gong. W wieku dwunastu lat jego rodzinę przeniesiono do Shandong. Bezpośrednim powodem była reedukacja rodziny zgodnie z założeniami rewolucji kulturalnej. Społeczność wsi traktowała ich jako obcych i szybko stali się wyśmiewani, na co przyzwalano, traktując ich jako przedstawicieli starego porządku (podobnie jak rodziny ziemiańskie w PRL). Przyczyniło się to do tendencji naturalistycznych młodego poety.
W późnych latach siedemdziesiątych Gu Cheng dołączył do redakcji czasopisma "Jintian", wokół którego powstał ruch poetycki "Mglistych Poetów". Stał się szybko sławną światową postacią literacką. Wraz z żoną Xie Ye dużo podróżował po świecie. W roku 1987 osiadł w Auckland w Nowej Zelandii, gdzie uczył chińskiego na Uniwersytecie Auckland.
W październiku 1993 Gu Cheng zaatakował swoją żonę z siekierą, a następnie powiesił się. Żona zmarła w szpitalu.